# Mettelchristbach
Mettelchristbach ist eine abgegangene Glasmachersiedlung auf dem Gebiet der Stadt Murrhardt im baden-württembergischen Rems-Murr-Kreis. Der kleine Ort wurde im Spätmittelalter vom Kloster Murrhardt gegründet und fiel zu Beginn des 18. Jahrhunderts  wüst.

## Lage und Geschichte

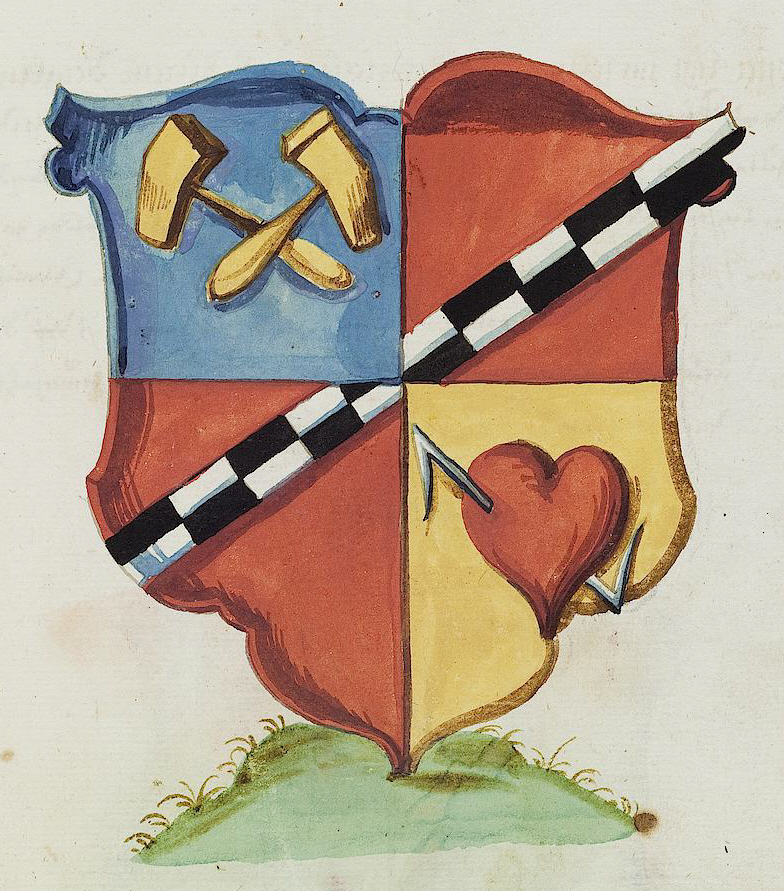
Wappen des Klosters Murrhardt

Nach dem Ortsnamenforscher Lutz Reichardt befand sich die Siedlung im Mündungsbereich des Pfaffenbachs (früher Christbach) in den Otterbach zwischen der Unteren und der Oberen Mettelberger Sägmühle. An den einstigen Grundbesitz des Klosters erinnert noch der Name des Pfaffenbachs. Der frühere Name Christbach bedeutet Bach des Christus und war ein typischer Name für klösterlichen Besitz.
Erstmals erwähnt wurde Mettelchristbach vermutlich im Jahre 1550, jedoch dürfte der Ort älter gewesen sein. Der umliegende Wald war einst im Besitz des Klosters Murrhardt. Aufgrund der ungünstigen Topographie und der schlechten Wege war eine wirtschaftliche Nutzung des Waldes für die Mönche oft nicht möglich. Bis zum Jahr 1500 blieb der Holzreichtum daher weitgehend ungenutzt. Daher beschlossen die Äbte, das Gebiet der Glasfabrikantenfamilie Greiner zu überlassen. Von dem quarzhaltigen Sandstein und dem großen Vorrat an hochwertigem Brennholz versprach sich das Kloster hochwertiges Waldglas und damit zusätzliche Einkünfte. Um die Glashütte herum entstanden einfache Wohnhäuser für den Hüttenmeister, die Glaser und die Holzfäller mit ihren Familien. Wann die Glasproduktion eingestellt wurde, ist unklar. Um 1586 war noch ein Hüttenmeister und 3 Glaser in der Fabrik beschäftigt. Aufgrund des hohen Energiebedarfs bei der Glasherstellung dürfte die Hütte nur wenige Jahrzehnte in Betrieb gewesen sein. Aus Murrhardter Amtsrechnungen geht hervor, dass die Glashütte von Hanns Greiner betrieben und dem Kloster jährlich 10 Gulden zinsen musste. Nach dem Tode des Hüttenmeisters habe Greiners Wittib daz glasen uffgeben. In einem Urbar von 1700 wird Mettelchristbach noch als Weyller mit einer ehemaligen Glashütte erwähnt. 1717 wurde Mettelchristbach letztmals erwähnt.